# La Traversée du disert
La Traversée du disert est le 32e album de la série Achille Talon.
Comme à l'habitude de son auteur, Greg, ceci est un jeu de mots sur l'expression « traversée du désert » qui désigne le temps d'inactivité ou d'insuccès d'un artiste.

## Résumé
C'est au cours d'un pique-nique familial et paisible, en compagnie de l'éternelle fiancée Virgule de Guillemets, Lefuneste et Pétard, le canard apprivoisé, que va se produire la catastrophe inévitable à tout bon scénario d'Achille Talon. En effet, deux dangereux malfaiteurs (on apprendra leur « crime » honteux dans l'album) s'échappent de la prison toute proche et décident de prendre tout ce petit monde en otage dans les gorges de l'Aingurjitte.